# 616 Elly
616 Elly este un asteroid din centura principală, descoperit pe 17 octombrie 1906, de August Kopff.